# Дауло
Дауло или Клисурският проход (на гръцки: Στενωπό της Κλεισούρας или Νταούλι) е проход в Егейска Македония, Гърция, свързващ Костурско (на запад) с Кайлярско (на изток).

## Описание
Проходът разделя планините Вич (масива Върбица) с едноименния връх Дауло (на гръцки Даули, 1207 m) на север и Мурик на юг. През прохода на запад тече река Котури или също Дауло (Даули), а на изток река Роимба. В прохода е разположен градецът Клисура.